# 新江古田駅
新江古田駅（しんえごたえき）は、東京都中野区江原町二丁目にある、東京都交通局（都営地下鉄）大江戸線の駅。駅番号はE 34。
中野区最北端の駅で、駅構内は中野区と練馬区の境界線上に位置している。
駅コンコースに中野区と練馬区双方の広報紙スタンドが設置され、両区の広報紙が配布されている。また、ホームでは境界線の表示がある。

## 歴史
- 1997年（平成9年）12月19日：都営12号線の駅として開業[2]。
- 2000年（平成12年）4月20日：都営12号線を大江戸線に改称。
- 2007年（平成19年）3月18日：ICカード「PASMO」の利用が可能となる[3]。

### 駅名について
駅の読み方は、中野区の周辺地名である江古田（えごた）に従ったものである。住居表示法が施行される前は、当駅周辺の地名も江古田であった。
当駅が「えごた」であるのに対し、練馬区にある西武鉄道池袋線の江古田駅は「えこだ」と読みが異なる。同駅の駅名の読みの詳細については「江古田#江古田の読み方」を参照。
なお、開業前の仮名称は豊玉（とよたま）だった。

## 駅構造
島式ホーム1面2線を有する地下駅。
大江戸線は当初、大型20m車による10両編成での運転が計画され、急行運転も検討されていた。当初の配線も相対式2面3線で、中央に通過線を設けることとしていた。しかし、後の計画縮小で急行運転が取りやめとなったため、通過線が不要となり島式1面2線に変更された。

### のりば
| 番線 | 路線         | 行先             |
| ---- | ------------ | ---------------- |
| 1    | 都営大江戸線 | 六本木・大門方面 |
| 2    | 都営大江戸線 | 練馬・光が丘方面 |

（出典：都営地下鉄:駅構内図）

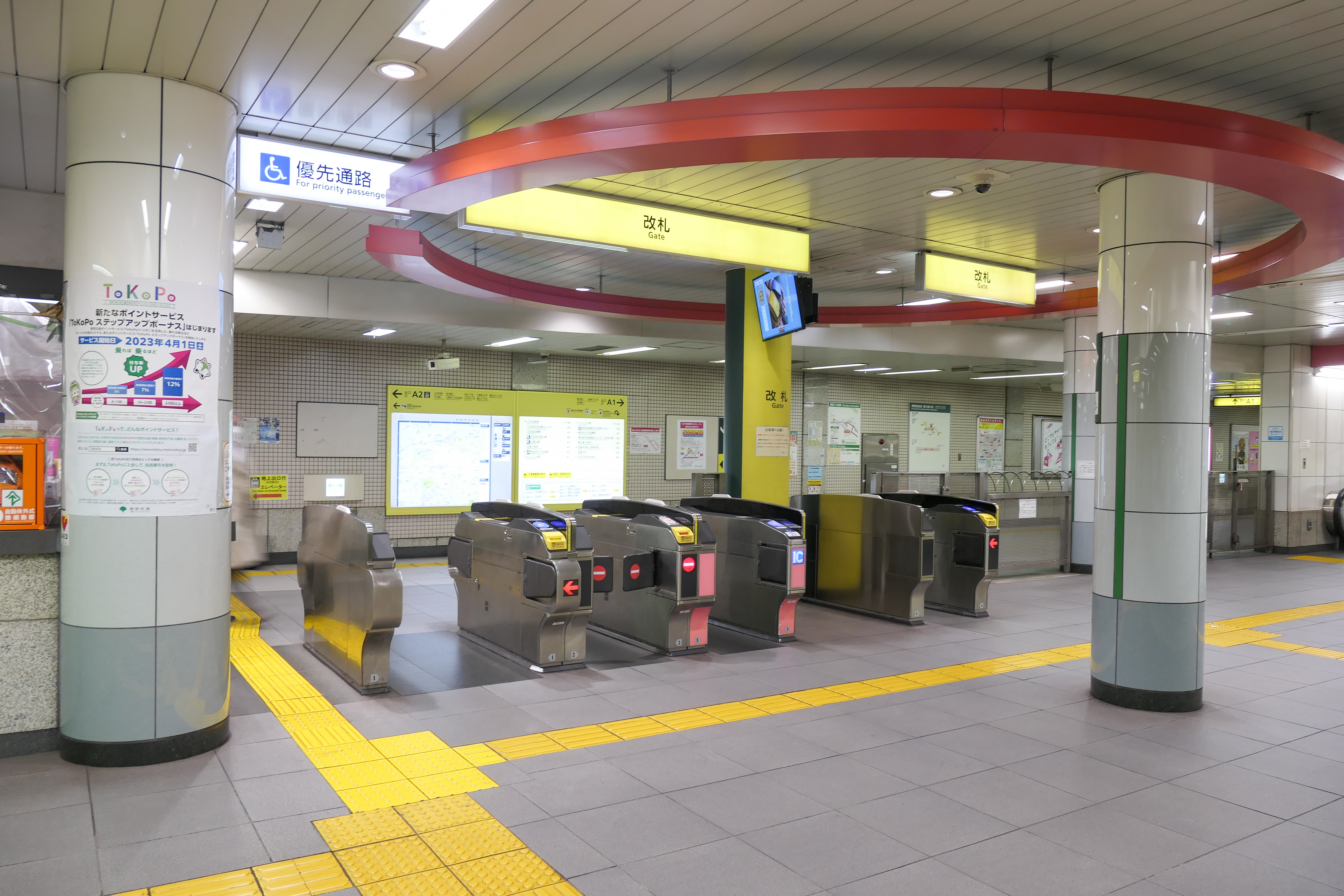
改札口（2023年3月）
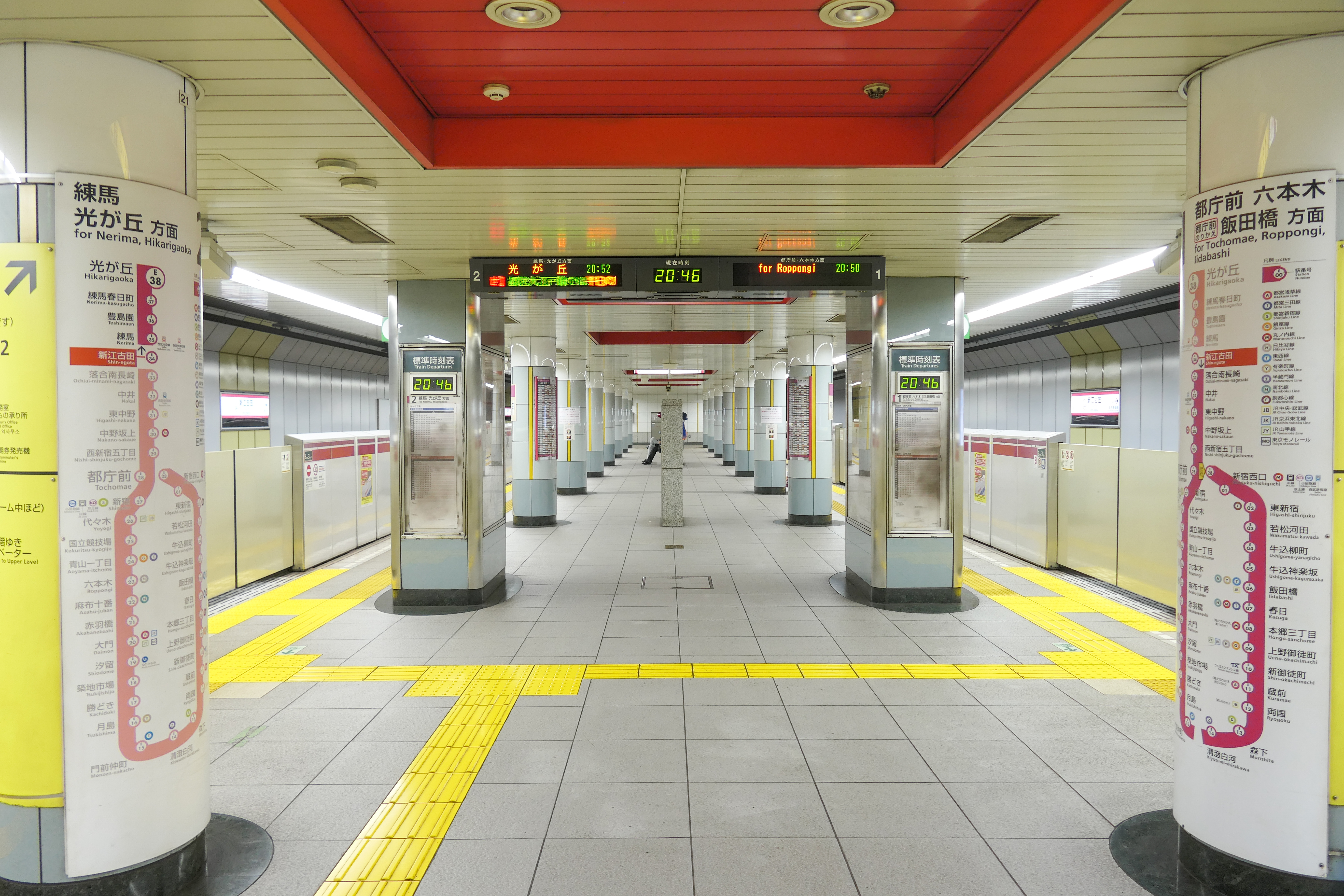
ホーム（2023年3月）

## 利用状況
2023年（令和5年）度の1日平均乗降人員は27,685人（乗車人員：13,968人、降車人員：13,717人）である。
開業以来の1日平均乗降・乗車人員の推移は下表の通り。
| 年度               | 1日平均 乗降人員 | 1日平均 乗車人員 | 出典     |
| ------------------ | ---------------- | ---------------- | -------- |
| 1997年（平成09年） |                  | 4,330            | [ * 1 ]  |
| 1998年（平成10年） |                  | 5,523            | [ * 2 ]  |
| 1999年（平成11年） | 11,893           | 6,243            | [ * 3 ]  |
| 2000年（平成12年） | 14,145           | 7,413            | [ * 4 ]  |
| 2001年（平成13年） | 16,724           | 8,871            | [ * 5 ]  |
| 2002年（平成14年） | 18,068           | 9,379            | [ * 6 ]  |
| 2003年（平成15年） | 19,021           | 9,779            | [ * 7 ]  |
| 2004年（平成16年） | 19,922           | 10,297           | [ * 8 ]  |
| 2005年（平成17年） | 21,453           | 11,074           | [ * 9 ]  |
| 2006年（平成18年） | 22,106           | 11,406           | [ * 10 ] |
| 2007年（平成19年） | 23,120           | 11,828           | [ * 11 ] |
| 2008年（平成20年） | 23,059           | 11,736           | [ * 12 ] |
| 2009年（平成21年） | 23,171           | 11,775           | [ * 13 ] |
| 2010年（平成22年） | 22,932           | 11,623           | [ * 14 ] |
| 2011年（平成23年） | 22,697           | 11,524           | [ * 15 ] |
| 2012年（平成24年） | 23,909           | 12,104           | [ * 16 ] |
| 2013年（平成25年） | 24,680           | 12,473           | [ * 17 ] |
| 2014年（平成26年） | 24,962           | 12,579           | [ * 18 ] |
| 2015年（平成27年） | 25,572           | 12,885           | [ * 19 ] |
| 2016年（平成28年） | 27,045           | 13,623           | [ * 20 ] |
| 2017年（平成29年） | 28,035           | 14,120           | [ * 21 ] |
| 2018年（平成30年） | 28,824           | 14,532           | [ * 22 ] |
| 2019年（令和元年） | 30,008           | 15,127           | [ * 23 ] |
| 2020年（令和02年） | 22,998           | 11,614           |          |
| 2021年（令和03年） | 24,317           | 12,290           |          |
| 2022年（令和04年） | 26,088           | 13,177           |          |
| 2023年（令和05年） | 27,685           | 13,968           |          |

## 駅周辺
- 江古田の森公園
  - 健貢会総合東京病院
  - 東京総合保健福祉センター江古田の森（中41、江古田区民活動センター 下車徒歩3分）
- 練馬総合病院 - 徒歩14分
- 練馬豊玉中郵便局 - 徒歩12分
- 武蔵大学 - 徒歩7分
- 武蔵中学校・高等学校
- 日本大学芸術学部・大学院芸術学研究科 - 徒歩12分
- 練馬区立豊玉東小学校 - 徒歩5分
- 聖書キリスト教会 - 徒歩6分
- 目白通り（東京都道8号千代田練馬田無線）
- 江古田駅（西武池袋線、北へ徒歩10分）
- オーケー 豊玉南店 - 徒歩16分

## バス路線
中12・白61系統の「江原町二丁目」は当駅開業時に「新江古田駅」に改称された。中41系統の江古田駅方面の「江原町二丁目」は存続している。かつては西武バスの練45系統も乗り入れていた。
のりば番号は都営バス公式サイト「tobus.jp」及び関東バス公式サイト「関東バスナビ」での記載に基づく。
（西武）のりば1
- 練48-1：大泉学園駅北口行（土曜1本のみ）（西武バス）[13]

（関東）のりば2
- 中12：江原中野通り・新井薬師前駅・中野五丁目経由 中野駅行
- 中41：丸山営業所・新井薬師前駅・北野神社経由 中野駅行
- 中43：丸山営業所・大下橋・北野神社経由 中野駅行（平日の深夜バスのみ）
- 中41：江古田三丁目経由丸山営業所行(深夜バスあり)

　※中28　江古田の森・総合東京病院経由中野駅行は2020年3月より運行休止中である。
（都営）のりば4・（関東）のりば1
- 白61：練馬車庫前行・練馬駅行（都営バス、停留所名は新江古田駅前）
- 中12・中41：江古田駅行・深夜バス　中41武蔵大学経由江古田駅行（関東バス）

## 隣の駅
東京都交通局（都営地下鉄）
 都営大江戸線
落合南長崎駅 (E 33) - 新江古田駅 (E 34) - 練馬駅 (E 35)